# Virginia Villaplana
Virginia Villaplana és una realitzadora, artista visual, investigadora i escriptora independent. Llicenciada en Ciències de la Informació, Comunicació Audiovisual, a la Universitat Politècnica de València.

## Biografia
Resideix per estudis i treball a l'Associació de Dones de Cinema Audiovisual (París), a Uruguay i Buenos Aires, a la Universitat de Lincolnshire i Humberside (Departament d'Art Multimèdia, Cinema i Televisió), a la Fundació Germinations Europe, Regne Unit, i al Departament de Música i Espectacles-Laboratori de Cinema i Multimèdia de la Universitat de Bolònia, Itàlia. Des del 1994 forma part del consell de redacció de la revista Banda Aparte -formas de ver¡¡. Treballa en projectes de vídeo, cine, instal·lació i escriptura, i en la seva investigació dels mitjans, examina el desafiament que suposa la tecnologia pels conceptes tradicionals de memòria, espai, comunicació i interculturalitat. Participa en programes de vídeo i cine i, en l'àmbit de la narració fílmica, ha realitzat i produït diversos documentals experimentals.
Ha publicat el llibre de contes i fotografia 24 Contratiempos. Actualment treballa com a professora titular del Departament de Comunicació Audiovisual, Publicitat i Tecnologia de la Informació (UCH-CEU).